# Pont des Grands Malades
Ne doit pas être confondu avec Passerelle des Grands Malades.
Le pont des Grands-Malades est un pont enjambant la Meuse à Namur. Il permet de relier Beez à Jambes. 

## Barrage
Une centrale hydroélectrique y a été installée en 1988, elle a une capacité de production de 5,0 MW.